# Anping, Chongqing
Anping (kinesiska: 安坪) är en köping i sydvästra Kina. Den ligger i Fengjie härad i storstadsområdet Chongqing, omkring 310 kilometer nordost om det centrala stadsdistriktet Yuzhong. Antalet invånare är 24 767. Befolkningen består av 12 148 kvinnor och 12 619 män. Barn under 15 år utgör 24,0 %, vuxna 15-64 år 63 %, och äldre över 65 år 11,0 %.